# Joseph Gabet
Joseph Gabet (Nevy-sur-Seille, Francia, 4 de diciembre de 1808-Río de Janeiro, 3 de marzo de 1853) fue un misionero católico francés conocido por su labor en Asia Central, particularmente en Mongolia y el Tíbet. Su vida y obra reflejan el esfuerzo de la Iglesia católica del siglo XIX por establecer misiones en territorios culturalmente diversos y políticamente complejos. Gabet no solo llevó a cabo su misión evangelizadora, sino que también se destacó por sus escritos, en los que documentó sus experiencias y desafíos. Su obra ha sido valorada por brindar un testimonio único sobre la interacción cultural y religiosa de su tiempo.

## Biografía
Gabet fue ordenado sacerdote en 1833 y, un año después, ingresó a la Congregación de los Vicentinos, orden dedicada al servicio de los pobres y a la formación del clero. Esta decisión marcó el inicio de su carrera misionera, la cual pronto lo llevaría a lugares remotos en Asia.
En 1835, Gabet emprendió un viaje hacia Macao para unirse al trabajo misional y, dos años después, se trasladó a Mongolia. Allí inició su misión de evangelización entre los mongoles, un grupo con el que llegó a establecer un significativo vínculo cultural y religioso. Entre 1844 y 1846, Gabet participó en una expedición al Tíbet junto con el explorador Évariste Régis Huc, un viaje que tuvo gran resonancia en Europa gracias al informe publicado por Huc en Souvenir d'un voyage dans la Tartarie et le Tibet (‘Recuerdo de un viaje por la Tartaria y el Tíbet’, 1851). Este viaje consolidó a Gabet como un pionero en la misión católica moderna entre los mongoles.
En 1848, Gabet redactó un memorando titulado Reseignements sur l'etat des missions en Chine (‘Información sobre el estado de las misiones en China’), en el cual presentó una evaluación crítica del estado de las misiones en China y abogó por la formación de un clero nativo. Su publicación, titulada Coup d'oeil sur l'état des missions de Chine présenté au Saint Père le pape Pie IX (‘Un vistazo al estado de las misiones en China presentado al Santo Padre, el Papa Pío IX’), generó controversia en la Santa Sede. En 1850, el vicario apostólico de Manchuria, E. J. F. Verrolles, logró que la Propaganda Fide condenara formalmente el documento de Gabet, una decisión que marcó el inicio de un periodo difícil para el misionero.
Tras presentar su informe en Roma, Gabet viajó a Brasil en 1849, donde decidió abandonar su orden religiosa. Cuando falleció, se cerró una vida marcada por la fe, la dedicación misional y los desafíos institucionales.

## Obras
Gabet dejó un valioso conjunto de escritos que han contribuido al entendimiento de las misiones en China y Asia Central. Entre sus obras destacan:
- Coup d'oeil sur l'état des missions de Chine présenté au Saint Père le pape Pie IX (‘Un vistazo al estado de las misiones en China presentado al Santo Padre, el Papa Pío IX’, 1848): Informe en el que expone la situación de las misiones en China.[1][2]
- Les 42 points d'enseignements proférés par Bouddha (‘Los 42 puntos de enseñanzas proclamados por Buda’, 1848): Texto que aborda las enseñanzas budistas.[2]
- Notice sur la prière bouddhique Om mani padme houm (‘Noticia sobre la oración budista om mani padme hum’, 1847): Reflexión sobre uno de los mantras budistas más conocidos.[2]